# Кошарка за мушкарце на Летњим олимпијским играма 2004.
Кошаркашки турнир на Летњим олимпијским играма одржаним 2004. године је петнаести по реду званични кошаркашки турнир на Олимпијским играма. Турнир је одржан у Атини, Грчка. На завршном турниру је учествовало укупно 12 репрезентација и одиграно је укупно 46 утакмице.
Кошаркашки турнир на овим олимпијским играма је обележило четврто појављивање репрезентације Сједињених Држава са професионалцима, четвртим по реду Дрим тимом, који се није показао достојан свог имена. Време доминације Америчких професионалаца је заувек прошло и Дрим-тим је заузео треће место иза Аргентине и Италије. На претходном Светском првенству у кошарци које је одржано у Индијанаполису, Дрим-тим је такође поражен на домаћем тлу и то чак три пута, Од Аргентине, Југославије и Шпаније. Репрезентација под именом Југославија је тада освојила своје пето злато, три као СФРЈ и 2 као СРЈ.

## Србија и Црна Гора
Србија и Црна Гора је ово било треће учешће на кошаркашком олимпијском турниру. Прва два су била под именом СР Југославија. И овај пут у репрезентацији су били само представници две бивше Југословенске републике и две једине републике које су чиниле СР Југославију Србија и Црна Гора али овај пут под новим именом Србија и Црна Гора. Ове олимпијске игре су биле задње на којима се Србија такмичиле под једном заставом. Већ на следећим олимпијским играма свака од ове две бивше републике је наступила самостално као засебна држава.
У конкуренцији 12 земаља које су учествовале на олимпијском кошаркашком турниру, Србија и Црна Гора је заузела 11. место у укупном пласману. Србија и Црна Гора је играла у групи А где је заузела задње, шесто, место, победивши само једну утакмицу а четири је изгубила. У класификационој утакмици за 11. место Србија и Црна Гора је победила репрезентацију Анголе и тиме избегла задње дванаесто место.
Репрезентација Србије и Црне Горе је на шест утакмица остварила две победе и доживела четири пораза. Репрезентативци Србије и Црне Горе су постигли 462 коша а примили 450. Просек постигнутих кошева Југославије је био 77 по утакмици према 75 примљених и позитивна кош разлика од 12 кошева..

## Земље учеснице турнира
Свакој репрезентацији је омогућено да има највише 12 играча. На турниру је укупно било 144 играча који су представљали 12 репрезентација учесница. На кошаркашком турниру је одиграно укупно 42 утакмице. Дванаест репрезентација земаља учесница је било подељено у две групе.
| Група А: - Аргентина - Кина - Италија - Нови Зеланд - Србија и Црна Гора - Шпанија | Група Б: - Ангола - Аустралија - Грчка - Литванија - Порторико - Сједињене Америчке Државе |

## Резултати

### Група A
| 15. август         |       |                    |
| Италија            | 71–69 | Нови Зеланд        |
| Кина               | 58–83 | Шпанија            |
| Аргентина          | 83–82 | Србија и Црна Гора |
| 17. август         |       |                    |
| Нови Зеланд        | 62–69 | Кина               |
| Србија и Црна Гора | 74–72 | Италија            |
| Шпанија            | 87–76 | Аргентина          |
| 19. август         |       |                    |
| Србија и Црна Гора | 87–90 | Нови Зеланд        |
| Италија            | 63–71 | Шпанија            |
| Аргентина          | 82–57 | Кина               |
| 21. август         |       |                    |
| Шпанија            | 76–68 | Србија и Црна Гора |
| Нови Зеланд        | 94–98 | Аргентина          |
| Кина               | 52–89 | Италија            |
| 23. август         |       |                    |
| Шпанија            | 88–84 | Нови Зеланд        |
| Србија и Црна Гора | 66–67 | Кина               |
| Италија            | 76–75 | Аргентина          |

| Репрезентација     | Бод | Ута | Поб | Изг | К+  | К-  |
| Шпанија            | 10  | 5   | 5   | 0   | 405 | 399 |
| Италија            | 8   | 5   | 3   | 2   | 371 | 341 |
| Аргентина          | 8   | 5   | 3   | 2   | 414 | 396 |
| Кина               | 7   | 5   | 2   | 3   | 303 | 382 |
| Нови Зеланд        | 6   | 5   | 1   | 4   | 399 | 413 |
| Србија и Црна Гора | 6   | 5   | 1   | 4   | 377 | 388 |

#### Група Б
| 15. август |        |            |
| Ангола     | 73–78  | Литванија  |
| Порторико  | 92–73  | САД        |
| Грчка      | 76–54  | Аустралија |
| 17. август |        |            |
| Аустралија | 83–59  | Ангола     |
| Литванија  | 98–90  | Порторико  |
| САД        | 77–71  | Грчка      |
| 19. август |        |            |
| САД        | 89–79  | Аустралија |
| Порторико  | 83–80  | Ангола     |
| Грчка      | 76–98  | Литванија  |
| 21. август |        |            |
| Аустралија | 82–87  | Порторико  |
| Литванија  | 94–90  | САД        |
| Ангола     | 56–88  | Грчка      |
| 23. август |        |            |
| Литванија  | 100–85 | Аустралија |
| САД        | 89–53  | Ангола     |
| Грчка      | 78–58  | Порторико  |

| Репрезентација   | Бод | Ута | Поб | Изг | К+  | К-  |
| Литванија        | 10  | 5   | 5   | 0   | 468 | 414 |
| Грчка            | 8   | 5   | 3   | 2   | 389 | 343 |
| Порторико        | 8   | 5   | 3   | 2   | 410 | 411 |
| Сједињене Државе | 8   | 5   | 3   | 2   | 412 | 395 |
| Аустралија       | 6   | 5   | 1   | 4   | 388 | 411 |
| Ангола           | 5   | 5   | 0   | 5   | 327 | 415 |

### Финална фаза
|  | Четвртфинале     | Четвртфинале |                  |     | Полуфинале  | Полуфинале  |  |  | Финале | Финале |
|  |                  |              |                  |     |             |             |  |  |        |        |
|  | 26. август       |              |                  |     |             |             |  |  |        |        |
|  |                  |              |                  |     |             |             |  |  |        |        |
|  | Сједињене Државе | 102          |                  |     |             |             |  |  |        |        |
|  | Сједињене Државе | 102          | 27. август       |     |             |             |  |  |        |        |
|  | Шпанија          | 94           |                  |     |             |             |  |  |        |        |
|  | Шпанија          | 94           | Сједињене Државе | 81  |             |             |  |  |        |        |
|  | 26. август       |              | Сједињене Државе | 81  |             |             |  |  |        |        |
|  |                  | Аргентина    | 89               |     |             |             |  |  |        |        |
|  | Грчка            | Аргентина    | 89               | 64  |             |             |  |  |        |        |
|  | Грчка            |              | 28. август       | 64  |             |             |  |  |        |        |
|  | Аргентина        | 69           |                  |     |             |             |  |  |        |        |
|  | Аргентина        | 69           | Аргентина        | 84  |             |             |  |  |        |        |
|  | 26. август       |              | Аргентина        | 84  |             |             |  |  |        |        |
|  |                  | Италија      | 69               |     |             |             |  |  |        |        |
|  | Кина             | Италија      | 69               | 75  |             |             |  |  |        |        |
|  | Кина             | 27. август   |                  | 75  |             |             |  |  |        |        |
|  | Литванија        | 95           |                  |     |             |             |  |  |        |        |
|  | Литванија        | 95           | Литванија        | 91  |             |             |  |  |        |        |
|  | 26. август       |              | Литванија        | 91  |             |             |  |  |        |        |
|  |                  | Италија      | 100              |     | Треће место | Треће место |  |  |        |        |
|  | Италија          | Италија      | 100              | 83  | Треће место | Треће место |  |  |        |        |
|  | Италија          |              | 28. август       | 83  |             |             |  |  |        |        |
|  | Порторико        | 70           |                  |     |             |             |  |  |        |        |
|  | Порторико        | 70           | Сједињене Државе | 104 |             |             |  |  |        |        |
|  |                  |              |                  |     |             |             |  |  |        |        |
|  | Литванија        | 96           |                  |     |             |             |  |  |        |        |
|  | Литванија        | 96           |                  |     |             |             |  |  |        |        |

#### Класификациона утакмица за 11. - 12. место
| Датум      | Репрезентација     | Резултат | Репрезентација |
| ---------- | ------------------ | -------- | -------------- |
| 24. август | Србија и Црна Гора | 85-62    | Ангола         |

#### Класификациона утакмица за 9. - 10. место
| Датум      | Репрезентација | Резултат | Репрезентација |
| ---------- | -------------- | -------- | -------------- |
| 24. август | Нови Зеланд    | 80-98    | Аустралија     |

#### Класификациона утакмица за 7. - 8. место
| Датум      | Репрезентација | Резултат | Репрезентација |
| ---------- | -------------- | -------- | -------------- |
| 28. август | Кина           | 76-92    | Шпанија        |

#### Класификациона утакмица за 5. - 6. место
| Датум      | Репрезентација | Резултат | Репрезентација |
| ---------- | -------------- | -------- | -------------- |
| 28. август | Порторико      | 75-85    | Грчка          |

## Медаље
| · 2. место · Италија · | · Олимпијски победник · Аргентина · 1. титула | · 3. место · Сједињене Државе · |

### Финална табела
| Поз. | Репрезентација            |
| ---- | ------------------------- |
|      | Аргентина                 |
|      | Италија                   |
|      | Сједињене Америчке Државе |
| 4.   | Литванија                 |
| 5.   | Грчка                     |
| 6.   | Порторико                 |
| 7.   | Шпанија                   |
| 8.   | Кина                      |
| 9.   | Аустралија                |
| 10.  | Нови Зеланд               |
| 11.  | Србија и Црна Гора        |
| 12.  | Ангола                    |